# Jack Ma
Jack Ma Jun (čínsky pchin-jinem Mǎyún, znaky 马云; 15. října 1964 Chang-čou) je čínský obchodní magnát, investor a filantrop. Je zakladatelem a ředitelem společnosti Alibaba Group, čínského internetového konsorcia. Jako první podnikatel z kontinentální Číny se objevil na obálce časopisu Forbes. Po vstupu Alibaba Group na newyorskou burzu je považován za nejbohatšího Číňana. V březnu 2018 jeho majetek činil 42,7 miliardy dolarů.
Zřejmě následkem kritiky Komunistické strany Číny byl od října 2020 nezvěstný. Veřejně kritizoval čínský regulační systém, který podle něj brzdí inovace. Dne 20. ledna 2021 se objevil na charitativní akci a hovořil s venkovskými učiteli, kteří tuto akci pravidelně organizují.